# 청소년

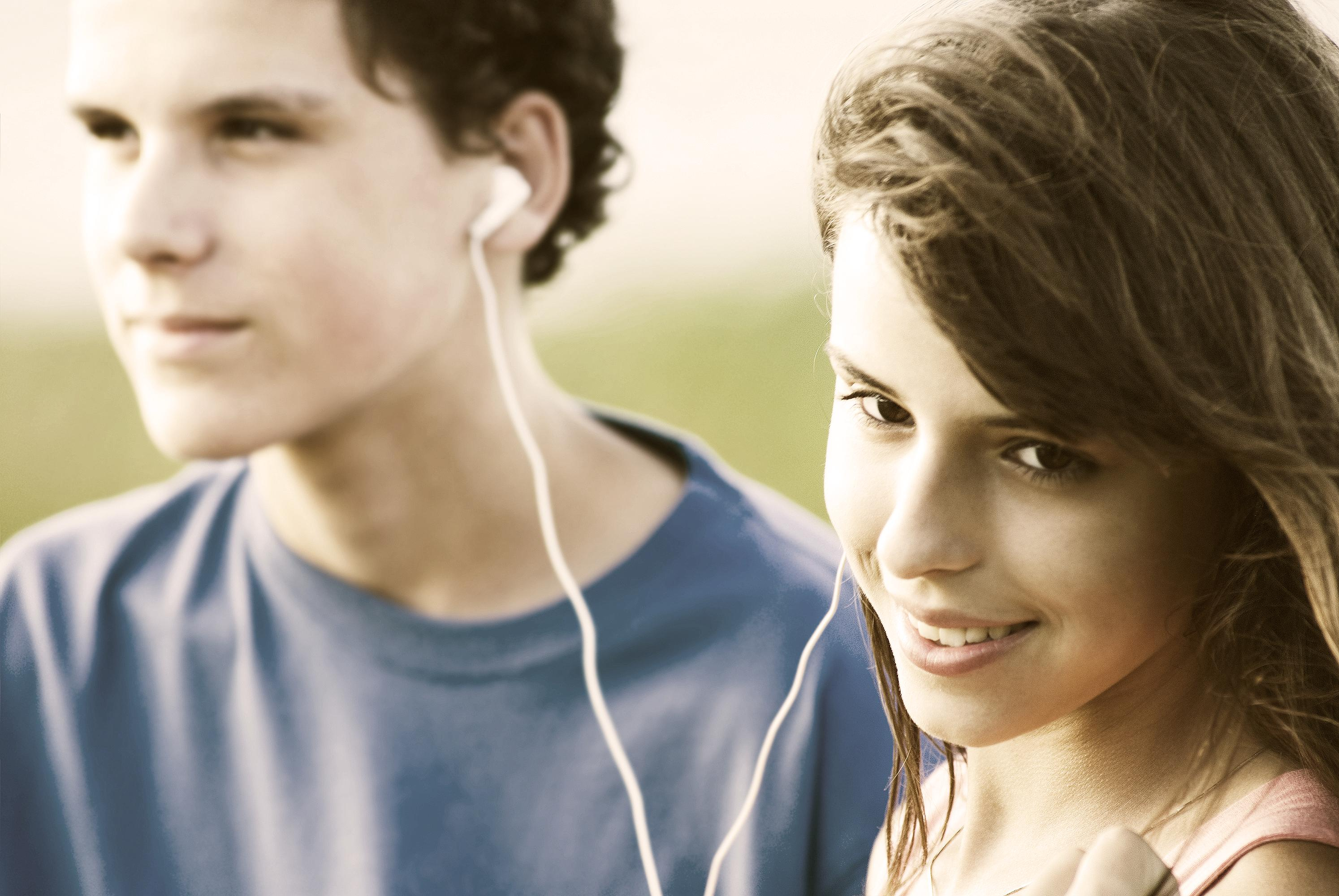
음악을 듣고 있는 두 청소년

청소년(靑少年)은 어린이와 청년의 중간 시기이다.     
청소년에 대한 연령 규정은 법령이나 규범에 따라 다른데, 대한민국의 청소년기본법에는 만 9세부터 만 24세까지 해당하는 사람을 말한다.(청소년기본법 2011년 5월 19일 시행, 법제처 국가법령정보센터 자료에 따름) 다만 다른 법률에서 청소년에 대한 적용을 다르게 할 필요가 있는 경우에는 따로 규정한다.
영어식으로는 만 12~17세를 teenager라고 하는데, 이 시기는 청소년기와 꽤 일치한다. 즉 2차 성징이 나타나면서부터 성장이 급속화 되는 2차 급속성장기의 성장이 끝나 성인이 되기 전의 연령을 이르는 말이다. 그러나 사회, 문화 및 법적 규정은 각각 조금씩 나이의 차이를 보인다. 10대의 청소년을 연령단계로 나눠 만 12~14세를 로틴(low teen, 대체로 중학생), 만 15~17세를 하이틴(high teen, 대체로 고등학생)이라고 부르기도 한다. 이 구분은 청년심리학에 있어서 청년전기·청년중기와 거의 대응한다.

## 명칭 및 시대별 인식
청소년에 대한 개념은 현대 서구 사회에서 처음 등장한 것으로 보인다. 전근대 사회에서 아동은 거의 대부분 어린 나이에 가사 및 기타 노동에 참여하였으며 산업 혁명 이후에도 현대에 이르기 전까지, 아동들은 어린 나이부터 노동에 종사하는 것이 일반적이었다. 이는 당시의 아동들이 오늘날과 달리 노동을 위한 예비 노동자와 같은 개념으로 대하여졌으며, 이로 인하여 사회 생활에 보다 빨리, 직접적으로 적응하면서 오늘날에는 흔한 사춘기에 겪는 각종 심리적 변화가 두드러지지 않았던 데에 있다. 서구 사회 이외에서도 아동들은 보통 10대 중후반의 어린 나이에 관례를 치르거나 노동에 종사하기 시작하였으며, 서구 전현대 사회와 마찬가지로 아동에 대한 별도의 개념이나 보호 의식이 존재하지 않았다. 그러나 이는 서구 사회에서 아동에 대한 별도의 의식과 이를 위한 교육 제도 등이 나타나면서 이로 인하여 아동과 사회 생활간의 분리가 나타났고, 이로 인하여 정신 및 신체적 성장이 두드러지는 10대 중후반에 이러한 특징이 두드러지면서 청소년기에 대한 개념이 나타난 것으로 보인다. 이러한 개념은 서구적 제도가 타 문화권에도 전파되면서 청소년 및 청소년기에 대한 개념은 세계적으로 당연시되었다.

## 특징
10대는 ‘위기의 시대’라고도 한다. 신체적으로 이미 성인의 수준에 달하고 있는데도 성인과 같이 취급되지는 않고, 특히 현저한 성적 성숙에도 불구하고 성적 행위가 사회적으로 터부시되어 있기 때문에 소위 ‘사춘기’를 둘러싼 문제가 많다. 또 10대는 자아의식이 고양되고 독립과 해방의 욕구가 강화되는 시기인만큼 거기에서 생겨나는 기성가치 부정의 경향이 전통적인 가정·사회의 존재양식과 때때로 충돌을 일으킨다. 또한 사회적인 경험이 미숙하기 때문에 사회적 적응력이 부족하고 문제를 잘 처리하지 못하며 그들의 행동은 어쩌면 충돌적이고 방향없는 것이 되기 쉽다. 한편 성인도 아니고 어린이도 아닌 연대에 맞는 동일연령의 동료 가운데서만 비로소 정신적 안정감을 얻을 수 있기 때문에 배타적(排他的)인 동료집단의 규범에 모든 것을 거는 마음이 특히 강하다. 이 점에서 매스컴의 영향도 한 몫을 차지하여 복장·음악·스포츠 등에서 그들만이 서로 이해할 수 있는 독특한 희망을 표시하는 경향이 표면에 나타난다. 그렇지만 일반적으로는 밝고 합리적인 생활태도·강한 권리의식·현실적인 행복관·기성권위의 부정 등 일찍이 없었던 적극적인 면이 두드러지고 아울러 깊이 없는 사고·약한 인내심·엷은 책임감·순간적 행동 등 소극적인 면이 나타나는 것도 이 연대의 특징이다.

## 청소년기의 성장과 교육
중학생 시기에 해당하는 청년 전기에는 신체의 성장이 현저하며, 성적 관심도 강해진다. 중학 1학년 시기에는 외부세계에 대한 관심이 아직도 강하며, 학교교육에 대해서도 열심이다. 그리고 2학년 때쯤에서부터 청년적 특질을 나타내기 시작한다. 교사에 대한 비판이나 반항도 강해진다. 이 시기에는 학생의 신체적·지적·정서적·사회적 발달에 상응하는 교육내용과 방법, 충분히 토의시키고 연구시키는 일이 필요하다. 또한 활발한 운동과 동시에 올바른 성교육(性敎育)도 필요하게 된다.
고등학교 시기인 청년 중기에는 신체적·지적·정서적·사회적 성장과 발달이 현저하다. 그런 의미에서 이 시기에는 신체적으로나 지적으로나 충분히 단련되어야 한다. 이 시기에는 운동과 학습에 전념하도록 하는 것이 중요하다. 그러나, 이 시기는 성인에 의존하고 있었던 아동기와 자주독립하는 성인기와의 과도기이므로, 신체적 변화에의 적응, 가족으로부터의 독립, 친구에의 적응, 장래의 생활설계, 인생관의 확립 등 여러 가지 문제가 생겨, 정신적·정서적으로 혼란이 일어나기 쉽다. 그러므로, 개별적인 카운슬링도 필요해진다.
대학연령기인 청년 후기는 대학교육을 받거나 직업에 취업하여 일하고 있는 연령이다. 이 무렵에는 남녀 모두 신체적으로나 정신적으로 성장이 거의 완료되어 있다. 남자는 이 시기에 모든 운동능력이 정점에 이르도록 발달하여, 경기나 모든 종류의 경쟁적 운동에 대한 관심이 강렬해진다. 정서적으로는 감정을 억제하여, 언제나 희로애락을 극단적으로 표현하지 않게 됨으로써 정서적 성숙이 이루어진다. 또한, 사회적·정치적·경제적 관심이 높아지고, 성인적 태도와 능력이 발달한다.

### 정서의 발달
청소년기는 성년기에의 과도(過度)기로 부적응의 시기라고 일컬어질 정도로 정서적 불안정의 시기이다. 자아의 발견 때문에, 또는 많은 불안을 안고 있기 때문에 다양화하고, 심화하고, 동요하는 내면생활이나 감정으로 인해서, 자기의 이해자를 찾기 위한 애정적인 욕구도 강해질 것이며, 그것들을 얻지 못한 데서 오는 강한 고독감이나 자기부정의 감정·열등감 등이 특징적인 정서적 상태이다. 자기혐오나 자기비판 등도 나타나게 된다. 이 시기에는 정서적으로 극히 불안정하고, 때로는 그 표출이 반사회적으로 나타나는 위험성까지도 지니게 된다.

### 신체의 발달
신체적 성장은 점차 둔화되면서 17세를 전후하여 거의 멈추게 되는데, 20세까지 계속되는 경우도 있다. 영구치는 12세까지 28개가 나오는데, 여자가 남자보다 약간 빨리 나오는 경향이 있다.
14세 이후 남자의 신장이 급속도로 성장하나, 여자는 이때부터 키 성장 속도가 점차 줄어든다. 여자의 월경 시작은 12세에서 14세 사이이며, 전반적으로 12세에서 14세 사이에 여자의 95% 정도가 처음 월경을 치른다.

### 운동 발달
청년기에는 다시 운동능력의 급격한 발달변화가 일어난다. 운동능력의 발달은 남자가 여자보다 상당히 급하고, 연령과 함께 성차(性差)가 커진다. 대체로 16~17세를 정점으로 하여, 이후는 정체하든지 감퇴된다.
여자는 민첩성이나 주력은 16~17세에 정점에 달하지만, 그 밖의 운동능력 중에는 12세 이후에는 전혀 늘지 않거나 쇠퇴해 버리는 능력도 있다.
남녀 모두 손끝의 운동은 더 뒤에까지 발달하나, 환경요인과 직접적으로 경험에 의해서 강하게 영향을 받는다. 어떤 운동능력을 획득하는 데는 그것을 받아들일 수 있는 준비성이 필요하나, 획득 후의 발달에는 연습·경험·학습이 커다란 역할을 하게 된다. 일반적으로 현재의 수준이 자극이 되고 토대가 되어서 차차 강력성·속도·유연성·교묘성 등을 발달시킨다. 운동의 발달은 대체로 질서있게 진행되나, 개중에는 반대가 된다든지, 뛰어넘는 일도 있고, 이행(移行)도 순조롭다고는 단정할 수 없으며, 개인차도 현저하다.

## 청소년 단체

### 청소년참여
청소년참여는 청소년을 보호의 대상으로 보지 않고 단지 성인에 비해 나이가 적은 동등한 인격체로서 공존해야 할 대상으로 보는 관점에서 시작한다.
청소년이 본인의 삶에 영향을 주는 현상 또는 과정에 개입해 스스로 선택하고 책임을 지며, 이 과정을 통해 본인의 성장과 사회변화에 기여하는 총체적인 활동유형으로 볼 수 있다.
대표적으로 청소년참여기구 라고 일컬어지는 정책참여 활동과 옴부즈만, 캠페인 등의 사회참여 활동 등이 이에 해당된다.

### 청소년참여포털
청소년정책 소관부처인 여성가족부에서 운영중인 청소년참여기구 지원포털

### 청소년특별회의
법령에 의거한 국가 청소년정책 참여기구 / 관련법령: 청소년 기본법 제12조(청소년특별회의의 개최)
위 법령에 의거 여성가족부에서 청소년특별회의 위촉하여 한국청소년활동진흥원에서 운영지원하고 있으며,
여성가족부 장관은 범정부 대상 청소년정책과제의 설정ㆍ추진 및 점검을 위하여 청소년 분야의 전문가와 청소년특별회의 위원과 정책발굴 및 제안 과정을 거치는 회의기구이다.
특별회의 위원은 각 지역별 대표성을 지닌 청소년 및 추천받은 청소년 등으로 구성된다.

### 청소년참여위원회
법령에 의거한 국가/자치단체 청소년정책 참여기구 / 관련법령: 청소년 기본법 제5조의2(청소년의 자치권 확대)
위 법령에 의거 지방자치단체가 청소년참여위원회를 설치/운영 중이며, 자치단체 선택하에 별도의 운영 조례를 제정하여 운영하고 있다.
통상 자치단체장은 해마다 연초에 청소년참여위원회를 심사/추천/선거 등의 방식을 통하여 위원회를 구성하고,
지정된 임기 내 회의, 워크숍, 설문조사, 인터뷰, 캠페인 등의 청소년정책 발굴 과정과 기존 정책에 대한 모니터링 과정 등을 통해 자치단체 정책변화에 직접 기여하는 제도이다.
자치단체별로 자치단체장의 청소년정책에 대한 의지와 제안과제 소관부서의 해석 및 예산상황 등에 따라 정책반영 여부에 차이가 있다.
참조) 세종특별자치시청소년참여위원회 활동을 위한 참고사이트 모음포털

### 청소년운영위원회
법령에 의거한 청소년수련시설 참여기구 / 관련법령: 청소년활동 진흥법 제4조(청소년운영위원회) 및 동법 시행령
위 법령에 의거 청소년수련시설에서 청소년활동을 활성화하고 청소년의 참여를 보장하기 위해 운영하고 있다.
통상 수련시설장은 운영위원회를 위촉하여 활동 임기간 회의, 모니터링, 프로그램 평가 등의 활동을 통해
시설과 사업, 프로그램 전반의 내용에 관한 의견을 수렴해 시설과 시설 주변의 지역사회 변화에 기여하는 제도이다.

## 청소년과 스포츠
현대에는 청소년들만을 위한 스포츠 대회가 많이 만들어져 있다.
- FIFA U-20 월드컵 - 17세 이상 19세 이하의 청소년들이 참여하는 축구 대회. 여자를 위한 별도의 대회도 있다.
- FIFA U-17 월드컵 - 17세 이하의 청소년들이 참여하는 축구 대회. 여자를 위한 별도의 대회도 있다.
- 청소년 올림픽 - 청소년들을 위한 종합 경기 대회
- 아시안 유스 게임 - 일본, 대한민국, 인도네시아 등 아시아 국가 국적의 청소년들을 위한 종합 경기 대회. 이 중 축구는 어린이들도 참여 가능하다.

## 기타
- 조기에 담배나 술 등의 유해물을 접하는 것을 막기 위하여 여러 국가에서는 청소년의 술, 담배의 제한을 두기도 한다.

- 한국에서, 교통 운임 (버스, 지하철)은 19세가 되는 생일이 지나면 성인 요금을, 그 전에는 청소년 요금을 낸다.
- 일제시대까지 청소년 시기의 개념이 명확하지 않았고 15세부터 어른으로 넘어가는 것으로 간주하였다.

## 같이 보기
- 영아
- 유아
- 어린이
- 청년
- 노인